# مسمار صخري
المسمارالصخري هو مسمار إرساء طويلة، لتثبيت الحفريات الصخرية، والتي يمكن استخدامها في الأنفاق أو قطع الصخور. ينقل الأحمال من الطبقة الصخرية الخارجية غير القوية إلى الطبقة الداخلية (والأقوى) من الكتلة الصخرية. 
تم استخدام مسامير الصخور لأول مرة في مجال التعدين في تسعينيات القرن التاسع عشر، وتم توثيق الاستخدام الممنهج لها في منجم سانت جوزيف ليد في الولايات المتحدة في عشرينيات القرن العشرين. تم تطبيق مسامير الصخور لتدعيم الأنفاق المدنية في الولايات المتحدة وأستراليا ابتداءً من أواخر الأربعينيات. تم استخدام صخور البراغي وتطويرها ابتداءً من عام 1947 من قبل المهندسين الأستراليين الذين بدأوا في تجربة مسامير إرساء الصخور الممتدة بطول أربعة أمتار أثناء العمل على مخطط جبال ثلجي.
كما هو مبين في الشكل، يتم تثبيت مسامير الصخور دائمًا تقريبًا في نمط محدد، يعتمد تصميمه على تعيين جودة الصخور ونوع الحفر. البراغي الصخرية هي مكون أساسي في الطريقة النمساوية الجديدة للأنفاق. كما هو الحال مع مسامير الإرساء، هناك العديد من تصميمات مسامير الصخورلمسجلة الملكية، إما بوسائل ميكانيكية أو إبوكسية لإنشاء المجموعة. هناك أيضًا مسامير مصنوعة من الألياف الزجاجية يمكن قطعها مرة أخرى عن طريق الحفر اللاحق. تم كتابة العديد من الأوراق حول طرق تصميم مسامير الصخور.
تعمل مسامير الصخور عن طريق «حياكة» كتل الصخور معًا بما يكفي لمنعها من التحرك بما يكفي للتخفيف والفشل من خلال الانهيار (قطعة قطعة). كما هو مبين في الصورة، يمكن استخدام مسامير الصخور لدعم الشبكات السلكية، ولكن هذا عادة ما يكون جزءًا صغيرًا من وظيفتها. على عكس مسامير الإرساء الشائعة، يمكن أن تصبح المسامير الصخرية «مضبوطة» طوال طولها بواسطة قوى قص صغيرة في الكتلة الصخرية، لذا فهي لا تعتمد اعتمادًا كليًا على قوة السحب. أصبح هذا مثار جدل في مشروع Big Dig ، الذي استخدم اختبارات السحب الأخف وزنًا للمسامير الصخرية بدلاً من الاختبارات المناسبة لماسمير الإرساء الخرسانية. 
المسامير الصخرية يمكن أن تستخدم أيضا لمنع سقوط الصخور. 